# Gazdasági Lapok
A Gazdasági Lapok magyar hetilap volt a 19. században.
Szerkesztette és kiadta Korizmics László 1849. január 1-jétől Pest-Budán (a II. félévben szünetelt). 1850. augusztus 11-én újra megindult. 1851-től Korizmics felügyelete alatt szerkesztette Morócz István. 1860-tól a Magyar Gazdasági Egyesület hivatalos közlönye lett. 1881-ben a Magyar föld című napilappal egyesült és szerkesztették Morócz István és Dapsy László. 1885-ben ismét önállóan jelent meg, ettől fogva Ordódy Lajos szerkesztette, 1891-től pedig Baranyay István és Szemere Huba. 1892-1908 között Ordódy Lajos, Ordódy Vilmos és Igali Szvetozár voltak a szerkesztők, 1909-1904 között Ordódy László és Buzzi F. Géza, 1915-1916-ban Ordódy László és Fehér Zoltán, 1917-1919-ben Mailáth László és Fehér Zoltán, 1920-1922-ben Mailáth László és Kovács József, 1924-ben pedig Gallowich Jenő.
A lap Koruzmics László idejében élte fénykorát, később háttérbe került a más hasonló lapokkal (például a Köztelek) való versenyben.
Jelentős szerepe volt az új mezőgazdasági eljárások és találmányok ismertetésében, népszerűsítésében. Közreadta a gazdasági egyesületek híreit, gazdasági és kereskedelmi tudósításokat, a bécsi és pesti gabonatőzsde árait.

## Ismertebb publicistái
- Beöthy Károly
- Entz Ferenc
- Korizmics László
- Székács Elemér
- Teleki Árvéd